# Tischtitel
Als Tischtitel (lateinisch  titulus mensae) wurde es im deutschsprachigen Gebiet früher bezeichnet, wenn ein katholischer Weltpriester vor seiner Priesterweihe die Zusage geben musste, dass er materiell versorgt bleibt, auch wenn er sein Priesteramt nicht mehr ausüben kann. Dies geschah meist durch die Zusage einer Stiftung oder einer vermögenden Person, dann für seinen Unterhalt zu sorgen.
Bevor die Kirchensteuer durch das 1933 geschlossene Reichskonkordat durch den Staat eingezogen wurde und infolgedessen die Priester ähnlich wie Beamte durch den Diözesanbischof alimentiert wurden, wurde durch den Tischtitel Vorsorge getroffen, dass die Diözese oder die örtliche Kirchengemeinde nicht mehrere Priester unterhalten müsste, falls einer dienstunfähig würde. Aus diesem Grund wurde älteren Priestern dann oft ein Pfarrkurator zugeordnet. In diesem Fall mussten sich Pfarrer und Pfarrkurator die Einkünfte teilen.
Im Kirchenrecht war der  titulus mensae bis 1983 verankert. Erst im neuen Codex iuris canonici kommt er nicht mehr vor.